# Нечитайло Андрій Михайлович
Андрі́й Миха́йлович Нечита́йло (9 листопада 1948, село Козаче Бобринецького району) — український журналіст. Заслужений журналіст України (1997).

## Біографія
Змалку зазнав повоєнного лихоліття й матеріальної скрути: тато був незрячий, а мама постійно хворіла. Підлітком, ще до закінчення одинадцятирічки, почав працювати в колгоспі — «волокушею» скиртував солому, наступні два сезони був помічником у рідного брата-комбайнера на жнивах.
1966 року закінчив школу із золотою медаллю та вступив на факультет журналістики Київського університету. Здобувши вищу освіту, два роки відслужив у війську офіцером.
Робота журналістом почалася в Кіровограді в обласній молодіжній газеті «Молодий комунар» з посади завідувача відділу листів. Далі працював у «Молоді України» (Київ), очолював відділ листів і масової роботи. Став лауреатом премії імені П. Лідова, диплома «Золоте перо».
Від 1984 року — редактор відділу мови, заступник головного редактора педагогічного журналу «Початкова школа». Удостоєний звання «Відмінник народної освіти».
1989 року став головним редактором газети «Наша дитина».
Від 1996 року працював заступником директора видавництва «Педагогічна думка», радником голови Київської міської держадміністрації. Відзначений Подякою Київського міського голови.
У травні 2001 року призначений заступником головного редактора газети «Столиця». Згодом очолив газету «Київ футбольний».
Кількаразовий лауреат загальнонаціонального конкурсу «Українська мова — мова єднання», який щороку проводить Одеська обласна організація Національної спілки журналістів України.
Відзначений нагородою Української православної церкви Київського патріархату — орденом Святого Архістратига Михаїла.